# Будизъм в Монголия
Характерните особености на будизма в Монголия произхождат от тибетския будизъм и най-вече от школите Гелуг и Кагю.
Традиционно монголците почитали небесата („изначалното синьо небе“), както и своите предци и. Те следвали древни северно азиатски шамански практики, при които шаманите изпадат в транс и служат за посредници, които говорят от името на неизброимите духове, определящи човешкия късмет и успех или тяхната липса. Макар императорите от династията Юан през 14-и и 15 век вече да били приели будизма от Тибет народът се върнал към своята шаманска традиция след рухването на империята. През 1578 г. Алтан Хан, монголски пълководец с амбиции да обедини страната и да повтори успеха на Чингиз Хан отправя покана към главата на изгряващата школа Гелуг. Тяхното съглашение от една страна дава на Алтан Хан легитимност и религиозен авторитет за неговите имперски амбиции, а от друга осигурява защита и покровителство на будистката школа.
Монголският император дава на тибетския лидер титлата Далай Лама (буквално „ламата океан“), която неговите приемници носят. След това Алтан Хан умира, но през следващото столетие школата на жълтите шапки се разпростира из цяла Монголия отчасти подпомогната от борбите на монголската аристокрация, опиваща се да спечели религиозна санкция и подкрепа на масите да обедини всички монголи в една държава (нещо в което фактически не успява). Из цялата страна са построени манастири (на монголски „дацан“), често на важни оживени търговски кръстопътища, а също и на местата за лятна паша, където се струпват множество пастири и биха правили шамански ритуали и жертвоприношения. Будистките монаси преминали през продължителна борба с местните шамани и успяват в известна степен да завземат техните функции (и хонорар) като лечители и гадатели и така ги изтласкват от монголската култура и религиозна практика.

## Ранно навлизане
Ранното навлизане на будизма в Монголия става в периода на пред-монголските държави от днешен Непал през централна Азия така, че много от будистките термини използвани в Монголия са възприети от содгийски език.
Владетелите на пред-монголските държави – такива като императорите на Хунну, Сиенбей, Жоужан и гьоктюрките канят будистки учители и строят за тях храмове. Будизмът доминира сред аристокрацията и бива покровителстван от монарсите на северната династия Уей, установена от монголските племена на Сиенбей и династията Ляо.

## Разпространение
Манастирската традиция на тибетския будизъм оказва важно влияние върху будизма в Монголия.. В централна и югоизточна Азия монашеството винаги е оказвало значително политическо влияние и Монголия не е изключение. Монголците подпомагали обединението на тибетската държава. Действията им довели до издигане на ролята на школата Сакя, а след това и на Гелуг в тибетско – монголската цивилизация.. Будистките школи и държавата взаимно се подпомагали, а системата за разпознаване на съзнателно прераждащите се лами направила възможно откриването им в могъщите фамилии на монголската аристокрация докато тази практика не била забранена от император Цянлун.
Към началото на двадесети век Външна Монголия е имала 583 манастира и храмови комплекси, които са владеели около 20% от богатствата на страната. Почти всички монголски градове са израствали около манастирски комплекси. Ик Хурее, днес известен като Улан Батор е бил седалище на „живия Буда“ на Монголия или Джебсундамна Кутукту, по-късно известен като Богдо Геген или Богд Хан. Той е смятан за трети по ранг в манастирската йерархияслед Далай Лама и Панчен Лама. Двата манастира били дом на 13000 и съответно 7000 монаси, а дореволюционното име на селището, известно за външни хора като Урга, Ик Хурее означава „голям манастир“.
През вековете манастирите придобиват богатства, светски васали и крепостни селяни. Постепенно манастирите трупали власт и богатства за разлика от монголския нобилитет. Някои от аристокрстите дарявали част от своите васали – по-често хора отколкото земя и оттук произлиза властта и богатството на манастирите в стара Монголия. Някои собственици на стада посветили себе си и семействата си в служба на манастирите – някои от отдаденост, а други от желание да избегнат тиранията и непосилните данъци на аристокрацията. В някои области манастирите със своите „живи буди“ (към 1924 г. те са 140) били също и средища на светска власт. През 1920 г. имало около 110000 монаси, включително деца и това правило една трета от мъжкото население. Много от тях обаче живеели извън манастирските стени и не всички спазвали обетите си. Повече от една трета от населението или около 250000 души или живеели на територия под упралвението на манастир или семействата им по наследство зависели от манастирите. Към края на управлението на Манчу през 1911 г. единствено будисткият клир осигурявал накаква политическа структура. Автономната държава представлявала слабо централизирана теокрация начело с Джебсунданма Кутукту в Йехе Курийе.

## При социализма
Когато революционерите превземат властта те са решени да модернизират страната и реформират обществото. Така те се изправят срещу църковната власт, която контролира голяма част от населението и територията, управлява просветата, здравеопазването и съдилищата и контролира голяма част от националното богатство. Резултатът бил продължителна и изтощителна борба.
През 1934 г. общността има 843 главни будистки средища, около 3000 храма с различна големина и около 6000 сгради, които фактически са единствените стабилни постройки в свят от юрти.
До края на 1940 г. в столицата Улан Батор е открит манастирът Гандантегченлин с общо 100 монаси. Това е единственият манастир в страната.